# Nyctophilus
Nyctophilus es un  género de murciélago de la familia de los vespertiliónidos. 

## Especies
Se conocen las siguientes especies:
- Nyctophilus arnhemensis
- Nyctophilus bifax
- Nyctophilus corbeni
- Nyctophilus daedalus
- Nyctophilus geoffroyi
  - Subespecie Nyctophilus geoffroyi geoffroyi
  - Subespecie Nyctophilus geoffroyi pacificus
  - Subespecie Nyctophilus geoffroyi pallescens
- Nyctophilus gouldi
- Nyctophilus heran
- Nyctophilus howensis
- Nyctophilus major
- Nyctophilus microdon
- Nyctophilus microtis
- Nyctophilus nebulosus
- Nyctophilus timoriensis
- Nyctophilus sherrini
- Nyctophilus shirleyae
- Nyctophilus walkeri